# Dunaszentbenedek
Dunaszentbenedek ist eine ungarische Gemeinde im Kreis Kalocsa im Komitat Bács-Kiskun. Am 1. Januar 2013 hatte die Gemeinde 865 Einwohner. 

## Geografische Lage
Dunaszentbenedek liegt gut zehn Kilometer nordwestlich der Kreisstadt Kalocsa am linken Ufer der Donau. Nachbargemeinden sind Géderlak und Uszód. Auf der gegenüberliegenden Seite der Donau liegt das Kernkraftwerk Paks, das einzige Kernkraftwerk in Ungarn.

## Sehenswürdigkeiten
- Nepomuki-Szent-János-Statue
- Reformierte Kirche (erbaut 1788)
- Römisch-katholische Kirche Szent Benedek (ursprünglich 1720 erbaut, 1892 durch ein Feuer zerstört und 1893 wieder neu errichtet)

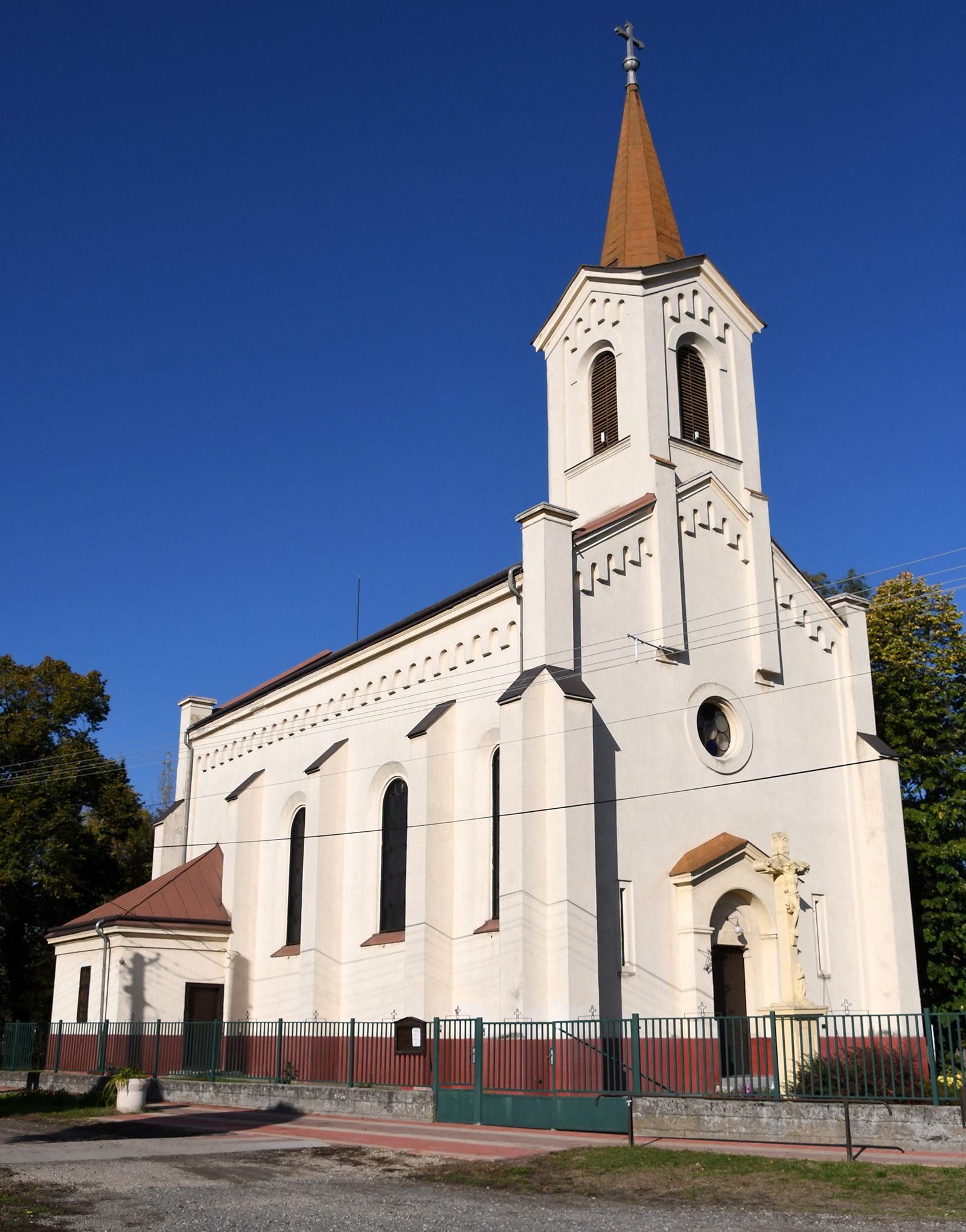
Römisch-katholische Kirche Szent Benedek
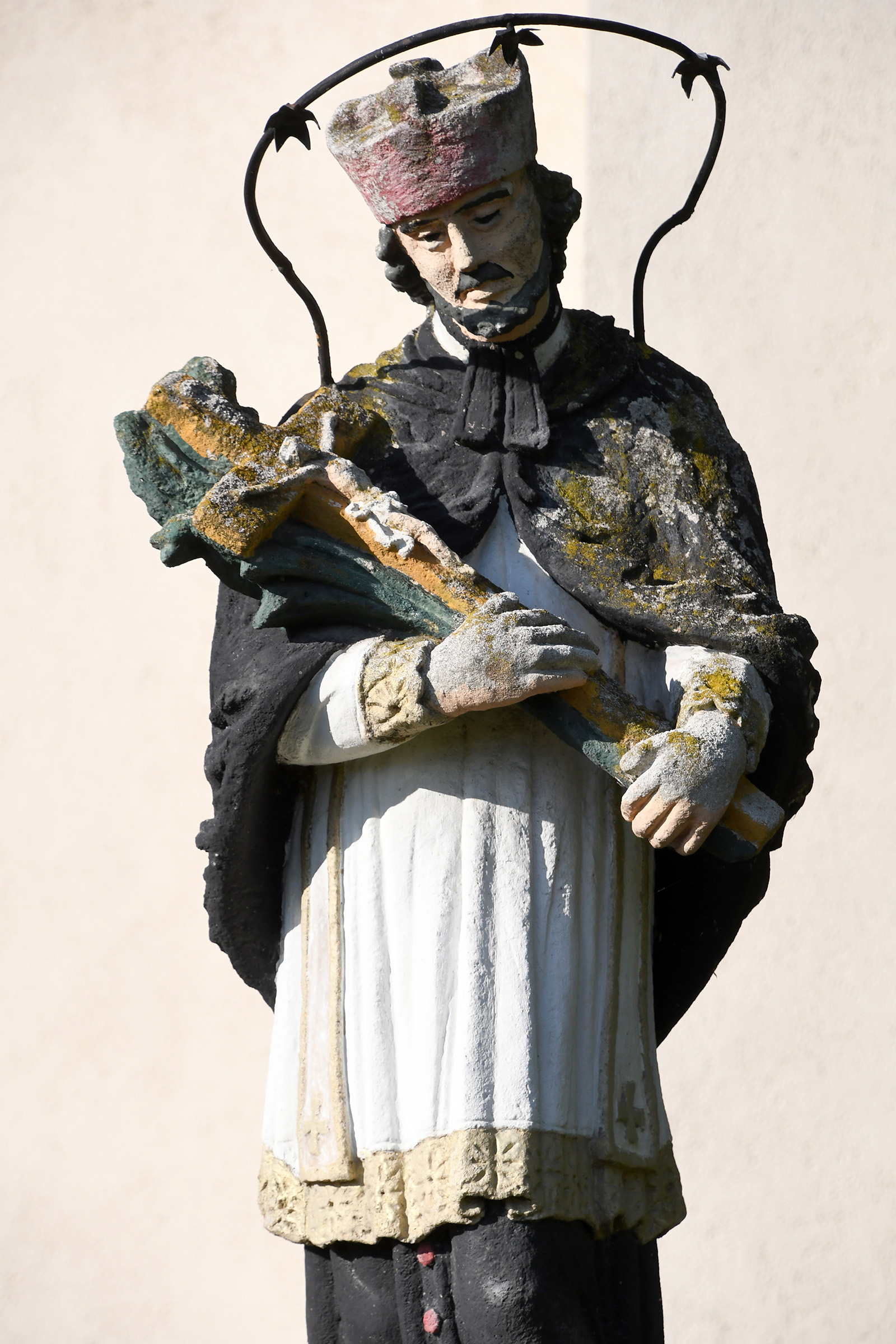
Nepomuki-Szent-János-Statue

## Verkehr
Dunaszentbenedek liegt an der Landstraße Nr. 5106 zwischen Géderlak und Uszód. Es bestehen Busverbindungen über Uszód und Foktő nach Kalocsa sowie über Géderlak und Ordas nach Dunapataj.